# Imakane
Imakane (japanska: 今金町?, Imakane-chō) är en landskommun (köping) i Hokkaido prefektur i Japan. 